# 网络运维中心

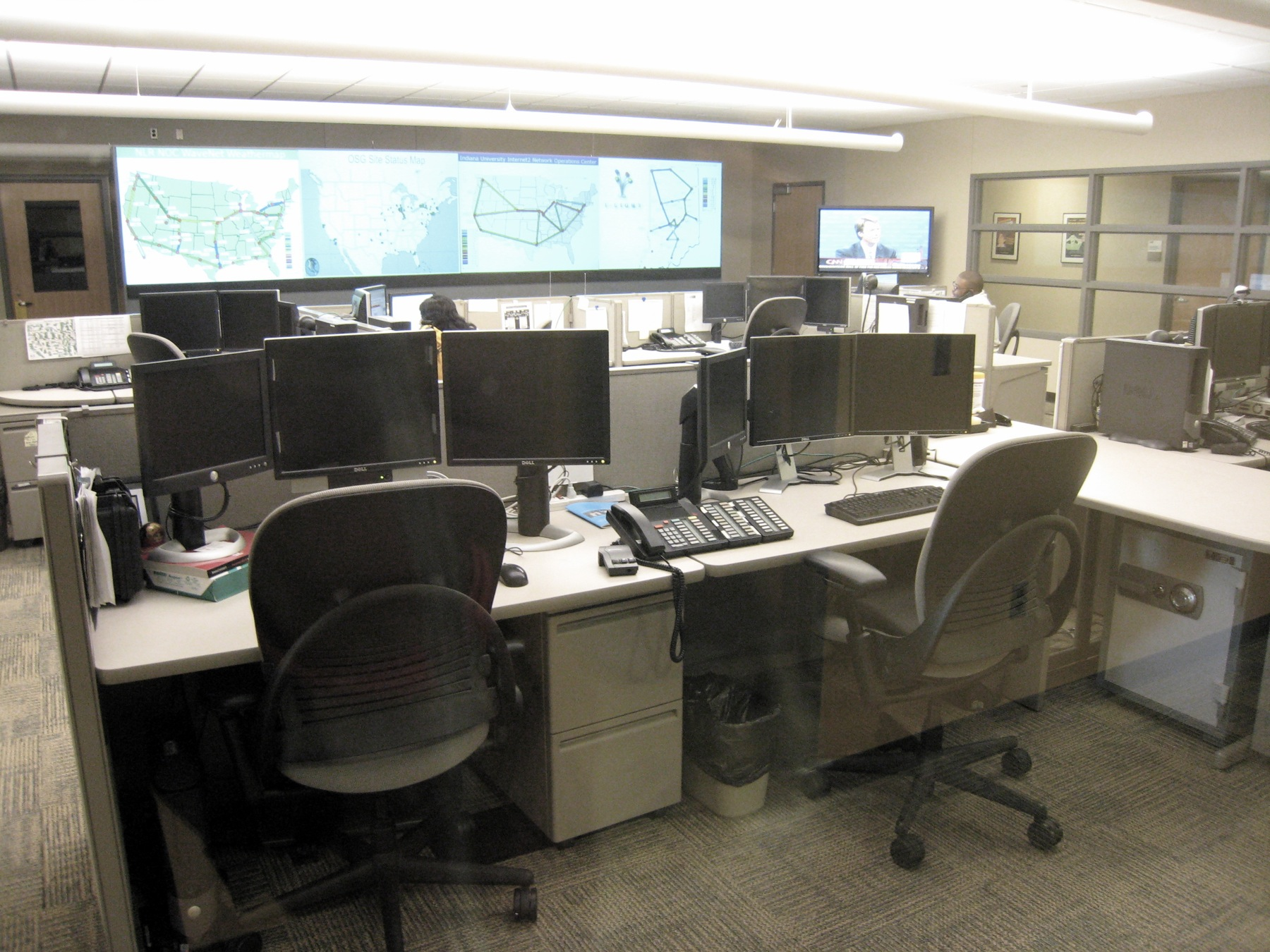
典型 NOC 概述，狀態監視器（前）、主幹概覽（後）和電視機上的新聞廣播（右）。注意辦公桌下的保險箱，通常用於備份、密碼或硬件加密設備。 - 印第安納大學全球網絡運營中心的圖片

网络运维中心或網絡營運中心（Network Operations Center简称NOC，英文发音类似单词knock），也被称为网络管理中心（Network Management Center），是通过一台计算机、电信或卫星网络对一个或多个位置执行网络监视与控制，或网络管理。

## 历史
最早的NOC始于20世纪60年代。AT＆T于1962年在纽约开设了一家网络控制中心，它使用状态板实时显示AT＆T最重要的收费交换机的交换与路由信息。AT＆T后来于1977年将这个网络控制中心更换为位于新泽西州贝德明斯特的现代化NOC。组织可以运行多个NOC以管理不同的网络，或在一个站点不可用时提供地理性备援。
除了监控相关基础设施的内部和外部网络之外，NOC还可以监控社交网络，以便在破坏性事件前抢占先机。

## 宗旨
NOC由監督需要高可用性的複雜網絡環境的商業組織、公共事業、大學和政府機構實施。 NOC人員負責監控一個或多個網絡以發現某些可能需要特別注意以避免服務質量下降的情況。 組織可以運行多個NOC，以管理不同的網絡或在一個站點不可用時提供地理冗餘。
除了監控相關基礎設施的內部和外部網絡，NOC還可以監控社交網絡，以便在破壞性事件上搶占先機。

## 設計

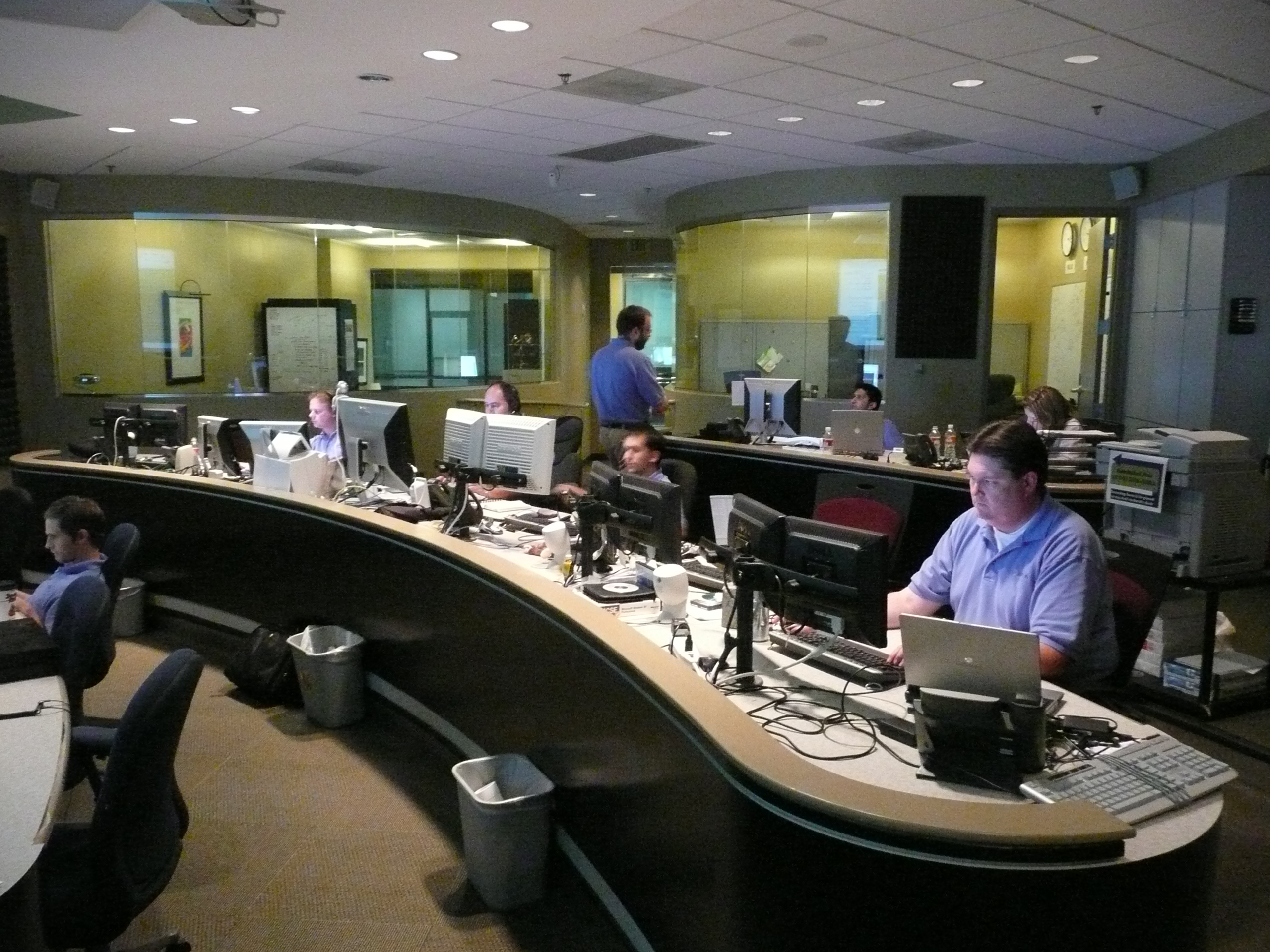
Architel NOC的技術人員

NOC經常佈置有幾排桌子，都面向視頻牆，通常顯示非常重要的警報、正在進行的事件和一般網絡性能的詳細信息；牆壁的一角有時用於顯示新聞或天氣電視頻道，因為這可以讓NOC技術人員了解可能影響他們負責的網絡或系統的當前事件。 NOC的後壁有時是上釉的；這面牆上可能有一個房間，供負責處理嚴重事件的團隊成員開會，同時仍然能夠觀看NOC內發生的事件。單個辦公桌通常分配給特定的網絡、技術或區域。技術人員的辦公桌上可能有多個計算機顯示器，額外的顯示器用於監控該辦公桌上覆蓋的系統或網絡。容納NOC的位置也可能包含許多或所有主服務器和其他運行網絡所必需的設備，儘管單個NOC監視和控制許多地理上分散的站點的情況並不少見。

## 人事

### NOC工程師
NOC工程師有多項職責，以確保網絡的順利運行。 他們處理諸如DDoS攻擊、斷電、網絡故障和路由黑洞等問題。 當然還有一些基本的角色，例如遠程手、支持、硬件配置（例如防火牆和路由器，由客戶購買）。 NOC工程師還必須確保核心網絡穩定。 這可以通過以使網絡更安全但仍具有最佳性能的方式配置硬件來完成。 NOC工程師還負責監控活動，例如網絡使用情況、溫度等。他們還必須安裝設備，例如KVM、機架安裝、IP-PDU設置、運行佈線。 大多數NOC工程師也隨時待命，輪換五六天，輪班工作。

## 目的
NOC由需要负责监督高可用性的复杂网络环境的商业组织，公用事业机构，大学和政府机构实施。NOC人员负责监控一个或多个网络，以确定可能需要特别注意的某些情况，以避免服务下降。

## 引用
1. ↑  Jeff Cormier. .   [24 February 2011]. （原始内容存档于2012-08-30）.
2. ↑  .   [25 July 2012]. （原始内容存档于2013-06-18）.
3. ↑  .   [15 August 2016]. （原始内容存档于2016-01-13）.
4. ↑  Todd Haselton. .   [25 August 2012]. （原始内容存档于2012-08-27）.